# Warsztat Filmowy Młodych
Pierwsza po II wojnie światowej forma szkolenia filmowego w Polsce, zorganizowana w Krakowie przez Antoniego Bohdziewicza w maju 1945. Posiadała pracownie: realizatorską (kierownik Tadeusz Makarczyński), operatorską (F. Fuchs), naukową (W. Dyner i S. Siedlecki), dramaturgiczną (Antoni Bohdziewicz) i muzyczną (J. Procner, W. Pawłowski).

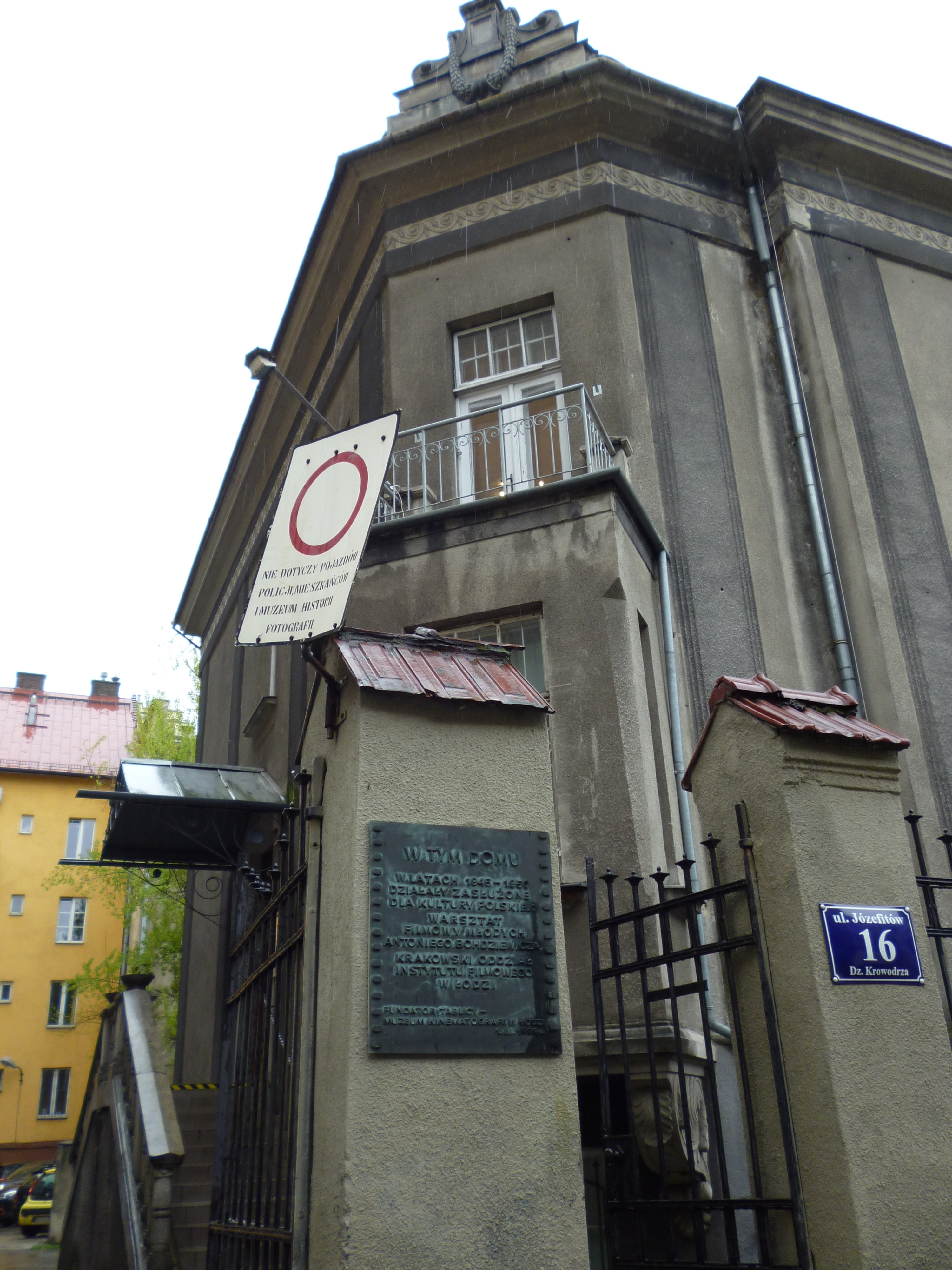
Budynek Warsztatów Filmowych Młodych w Krakowie.

Siedziba Warsztatu mieściła się w Krakowie przy ul. Józefitów 16, gdzie organizowano wtedy otwarte wykłady, projekcje filmowe i dyskusje, w których uczestniczyli m.in. Konstanty Ildefons Gałczyński, Stefan Kisielewski, Czesław Miłosz, Andrzej Panufnik, Jerzy Skarżyński i Kazimierz Wyka.
W listopadzie podjęto szkolenie na jednorocznym Kursie Przysposobienia Filmowego, którego absolwentami byli: Zbigniew Bochenek, Wojciech Jerzy Has, Mieczysław Jahoda, Jerzy Kawalerowicz, Jerzy Passendorfer. Zajęcia praktyczne uzupełniano ogólniejszą wiedzą z zakresu m.in. estetyki (R. Ingarden), historii sztuki (H. Blum i W. Tatarkiewicz), teatrologii (T. Kudliński), estetyki filmu (prof. psychologii Uniwersytetu Jagiellońskiego Stefan Szuman).
W listopadzie 1945 r. WFM został przemianowany na Krakowski Oddział Instytutu Filmowego w Łodzi i podlegał Przedsiębiorstwu Państwowemu „Film Polski” oraz Instytut Filmowy w Krakowie Wytwórni Filmowej Wojska Polskiego.
Końcem 1947 roku Warsztat Filmowy Młodych zakończył swoją działalność.